# جرار عمر (العدين)

تعديل مصدري - تعديل

جرار عمر محلة تابعة لقرية السلائم، التابعة لعزلة قصل بمديرية العدين إحدى مديريات محافظة إب في الجمهورية اليمنية.، بلغ تعداد سكانها 53 حسب تعداد اليمن لعام 2004.